# Isoprenol
Isoprenol (3-Methyl-3-buten-1-ol) ist eine chemische Verbindung aus der Gruppe der Alkenole.

## Vorkommen

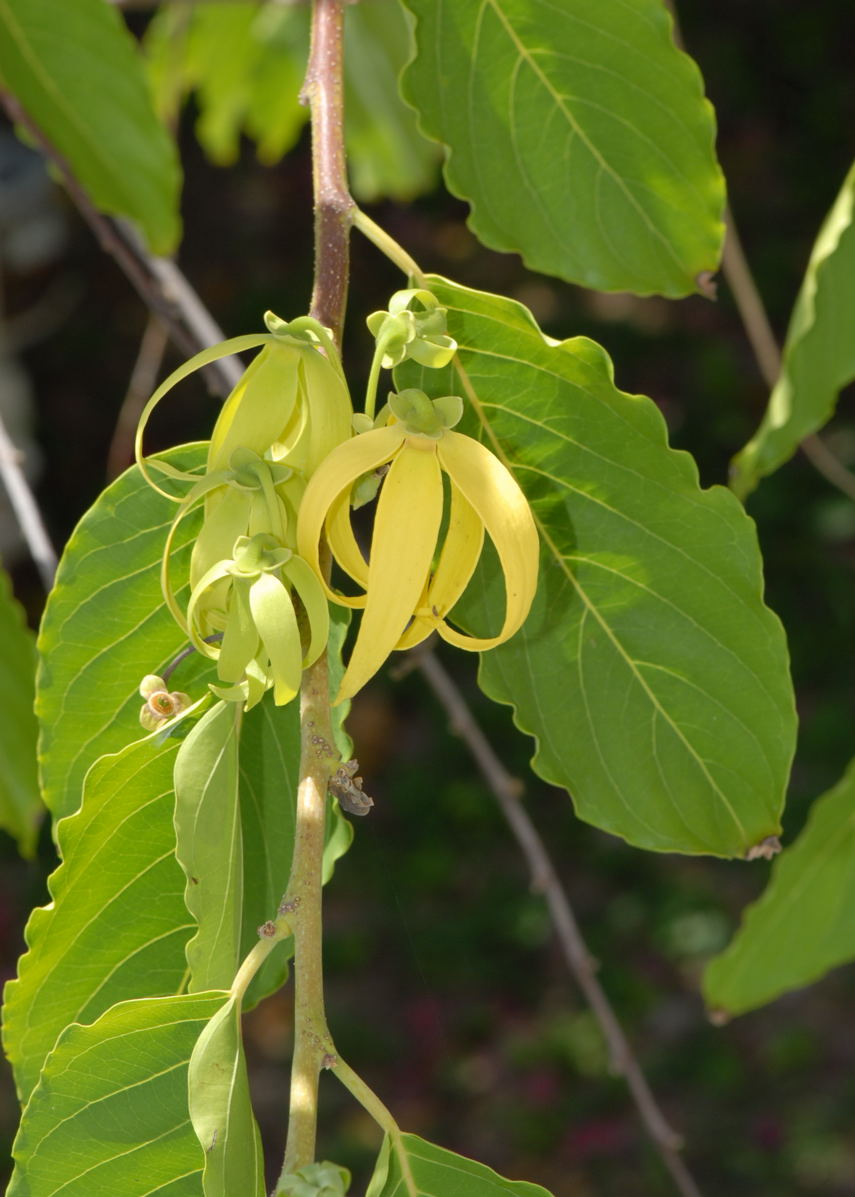
Ylang-Ylang

Natürlich kommt Isoprenol in Ylang-Ylang (Cananga odorata) vor.

## Gewinnung und Darstellung
Zur industriellen Synthese von Isoprenol setzt man Isobuten mit flüssigem Formaldehyd bei Temperaturen von 200–300 °C und Drücken von 250 bar katalysatorfrei in einem Reaktor um.
Die Aufarbeitung und Reinigung des Produkts erfolgt durch mehrstufige Destillation unter Druck in Rektifikationskolonnen.

## Eigenschaften
3-Methyl-3-buten-1-ol ist eine entzündliche, flüchtige, farblose Flüssigkeit mit alkoholischem Geruch, welche löslich in Wasser ist.
Die OH-Gruppe steht in Bezug zur Doppelbindung in Homoallylstellung.

## Verwendung
3-Methyl-3-buten-1-ol ist ein Baustein bei der Biogenese von Isoprenoiden. Durch Luftoxidation an einem Silberkatalysator kann aus Isoprenol Senecioaldehyd gewonnen werden.

## Sicherheitshinweise
Die Dämpfe von 3-Methyl-3-buten-1-ol können mit Luft ein explosionsfähiges Gemisch (Flammpunkt 42 °C, Zündtemperatur  345 °C) bilden.